# Univers DC
Pour les articles homonymes, voir DCU.
« DC Universe » redirige ici.  Pour l'univers cinématographique, voir DC Universe (franchise).
Ne doit pas être confondu avec Univers cinématographique DC.
L’univers DC, également appelé DCU (pour DC Universe), est un monde imaginaire dans lequel se passent la plupart des comics publiés par DC Comics. Ce monde a par la suite inspiré plusieurs produits dérivés, tels que longs métrages, séries ou jeux vidéo.

## L'univers

### Les personnages DC
L'univers DC est peuplé de nombreux personnages dotés de super-pouvoirs, super-héros et super-vilains, qualifiés globalement de méta-humains, qui se combattent dans une lutte sans fin. 
Les principaux super-héros sont Superman, Batman, Wonder Woman (La trinité DC), et leurs collègues de la Ligue de justice d'Amérique : Green Lantern, Flash, Green Arrow, Aquaman.
Voir aussi la catégorie Personnage de comics DC et ses sous-catégories.

### Les lieux de l'univers DC

#### Villes
Les aventures des personnages DC les plus anciens se déroulent souvent dans des villes imaginaires :
- Argo City pour Supergirl
- Atlantis pour Aquaman.
- Armagetto, capitale d'Apokolips (la planète de Darkseid)
- Burnside pour Batgirl.
- Blüdhaven, ancienne base de Nightwing et de Robin. Elle a été détruite par Chemo durant Infinite Crisis.
- Blue Valley, lieu de naissance du troisième Flash et résidence de Stargirl
- Capital City, ancienne ville de Krypton
- Central City, ancienne ville de Flash
- Civic City près de Gotham City, base de la Société de justice d'Amérique
- Coast City pour le Green Lantern Hal Jordan, avant sa destruction.
- Coral City, ville proche de Gotham City ou est basé le Mouvement
- Dakota City ville de Static.
- Fawcett City, ville de Shazam
- Gateway City, ancienne ville de Wonder Woman
- Gorilla City, ville africaine de Gorilla Grodd
- Gotham City pour Batman
- Happy Harbor ville dans le Rhode Island de Snapper Carr
- Hub City, ville de Question
- Ivy Town, ville d'origine du second Atom
- Jump City, la ville des Teen Titans dans le dessin animé Teen Titans Go!
- Kandor, la ville dans la bouteille de Krypton
- Keystone City, la ville de Jay Garrick (premier Flash) et de Wally West (troisième Flash).
- Kryptonopolis, capitale de la planète Krypton
- Londinium, ville dans Batman
- Manchester, Alabama, ancienne ville d'Impulse et Max Mercury
- Metropolis pour Superman
- Midway City, ancienne ville d'Hawkman
- Nanda Parbat, ville imaginaire du Pakistan où est basée la Ligue des Assassins.
- National City, ville imaginaire de Supergirl (dans la série télévisée 2015-...)
- Netherworld, ville près de Chicago voir Hawkworld.
- Opal City, ville de Starman
- Smallville, ville où Kal-El arriva de l'espace et fut recueilli par un couple de fermiers, les Kent.
- St. Roch, ville de Hawkman et Hawkgirl.
- Star City (ou Starling City) de Green Arrow, Black Canary et Speedy/Red Arrow.
- Sub Diego, partie submergée de San Diego, Aquaman, Mera, Aqualad, Deep Blue.
- Science City, Russie, ville du titan Redstar.
- Superbia, ville mobile de l'International Ultramarine Corps.
- Thierna Na Oge ville dans Aquaman.

Mais ce n'est plus nécessairement le cas : certains héros opèrent dans des villes réelles, comme New York ou San Francisco, où sont actuellement basés les Teen Titans.

#### Pays
Aux villes imaginaires s'ajoutent également des pays imaginaires comme :
- Bana-Mighdall, qui remplacent l'Égypte, en guerre contre Themyscira
- Bialya, pays qui remplacent l'Inde, Queen Bee
- Big City pays du futur en Antarctique, de Colossal Boy
- Kahndaq, pays du Moyen-Orient, de Black Adam
- Kasnia, pays des Balkans
- Kooey Kooey Kooey, pays du Pacifique Sud,
- Markovia, petit pays d'Europe The King of Markovia, Tara Markov, Brion Markov aka Geo-Force
- Pokolistan pays vers la Russie où s'installent le Général Zod, Faora & Kancer dans Superman.
- Qurac pays entre l'Arabie saoudite et le golfe Persique, des Onslaught (DC Comics)
- Themyscira ou Paradise Island, l'Ile de Wonder Woman & Wonder Girl.
- Thalarion
- Tropidor
- l'Umec, qui remplacent l'Irak.

#### Planètes
L'univers DC comprend également de nombreux mondes extra-terrestres :
- Apokolips, planète des New Gods
- Bismoll, planète de Matter-Eater Lad
- Bizarro World, le monde de Bizarro, Bizarro-Mr Mxyztplk & Batzarro
- Braal, planète de Magno, Magnetic Kid & Cosmic Boy
- Colu, planète de Vril Dox & Brainiac 5
- Czarnia, planète de Lobo
- Daxam, planète de Lar Gand, Laurel Gand & Sodam Yat
- Dryad, planète de Strata & Blok
- Gemworld, monde féerique et de magie
- H'lven, planète de Ch'p
- Imsk, planète de Shrinking Violet
- Korugar, planète de Green Lantern, Sinestro, Katma Tui & Soranik Natu
- Krypton, d’où viennent Superman et Supergirl
- Kandor
- Vathlo Island
- New Genesis, planète des New Gods
- Oa, planète des Gardiens à l'origine des Green Lantern
- Rann, où se déroulent les aventures d'Adam Strange
- Tamaran, planète de Starfire
- Thanagar, d’où vient l'héroïne Hawkgirl
- Titan, lune de Saturne, origine de Saturn Girl
- Winath, planète de Garth Ranzz et sa famille

#### Terres parallèles
Avant Crisis on Infinite Earths, l'univers DC se composait d'un Multivers, composé de plusieurs univers parallèles.
- Jack Kirby's Fourth World (Quatrième monde de Jack Kirby)
- Interlac est un langage utilisé dans l'univers du XXXe siècle d'United Planets. Interlac est cité dans la série Babylon 5.

### Évolution de l'univers DC
L'univers DC naît en 1938, lorsque Superman est créé et apparaît pour la première fois dans le no 1 de Action Comics. Bien plus tard, en 1985, la publication de Crisis on Infinite Earths relate une histoire qui a pour conséquence un redémarrage complet de la continuité de l'univers DC : l'ancien multivers DC disparaît et les différentes Terre parallèles qu'il contenait sont fusionnées en une seule.

## Principales franchises composant le monde imaginaire

### Héros et personnages de DC
A
- Ace le Bat-Chien
- Adam Strange
- Animal Man
- Aqualad
- Aquaman
- Arion (comics)
- Atlas
- Atom
- Azrael (Batman)

B
- Bane
- Batman
- Batwoman (Kathy Kane)
- Batgirl
- Beast Boy
- Booster Gold
- Brainiac (comics)
- Brainiac 5
- Big Barda
- Bizarro
- Birds of Prey
- Black Adam
- Black Canary
- Black Lightning
- Black Orchid
- Blue Beetle

C
- Captain Atom
- Captain Comet
- Captain Cold
- Captain Marvel (DC)
- Catwoman
- Congo Bill
- Creeper
- Cyborg (comics)

D
- Darkseid
- Deathstroke
- Deadman
- Dick Grayson
- Doctor Fate
- Doctor Mid-Nite
- Doctor Manhattan
- Doctor Occult

E
- Etrigan, le Démon
- Elongated Man

F
- Firestorm (comics)
- Flash
  - Wally West
  - Kid Flash
  - Bart Allen
  - Barry Allen
  - Jay Garrick
- Forever People

G
- Green Arrow
- Green Lantern

H
- Harley Quinn
- Hawkgirl
- Hawkman
- Helena Wayne
- Huntress (Helena Bertinelli)
- Huntress (Helena Wayne)

I
- Inferior Five

J
- Martian Manhunter
- John Constantine
- Le Joker
- Jonah Hex

K
- Kara Zor-El
- Krypto

L
- Lex Luthor
- L.E.G.I.O.N.
- Ligue de justice d'Amérique (Justice League of America ou JLA)
- Lobo
- Lois Lane

M
- Metal Men
- Mister Miracle

N
- New Gods

O
- Outsiders (comics)

P
- Power Girl
- Pingouin

R
- Ra's al Ghul
- Raven (comics)
- Robin (Batman)
  - Dick Grayson
  - Jason Todd
  - Tim Drake
  - Damian Wayne
- Red Robin

S
- Sandman
- Sgt. Rock
- Spectre (comics)
- Speedy (comics)
- Starman (comics)
- Superboy
- Supergirl
- Superman
- Suicide Squad (Task Force X)
- Swamp Thing

T
- Teen Titans
- The Question
- Thunderbolt
- The Ray

W
- Warlord (comics)
- Wonder Girl
  - Donna Troy
- Wonder Woman
- Wildcat

Z
- Zatanna

## Œuvres et produits dérivés

### Films
- 1966 : Batman de Leslie H. Martinson
- 1978 : Superman de Richard Donner
- 1980 : Superman 2 de Richard Lester
- 1983 : Superman 3 de Richard Lester
- 1984 : Supergirl de Jeannot Szwarc
- 1987 : Superman 4 de Sidney Furie
- 1989 : Batman de Tim Burton
- 1992 : Batman : Le Défi (Batman Returns) de Tim Burton
- 1995 : Batman Forever de Joel Schumacher
- 1997 : Batman et Robin de Joel Schumacher
- 2004 : Catwoman de Pitof
- 2005 : Batman Begins de Christopher Nolan
- 2005 : V for Vendetta de James McTeigue
- 2006 : Superman Returns de Bryan Singer
- 2008 : The Dark Knight : Le Chevalier noir de Christopher Nolan
- 2009 : Watchmen : Les Gardiens de Zack Snyder
- 2010 : The Losers de Sylvain White
- 2010 : Jonah Hex de Jimmy Hayward
- 2011 : Green Lantern de Martin Campbell
- 2012 : The Dark Knight Rises de Christopher Nolan
- 2013 : Man of Steel de Zack Snyder
- 2016 : Batman v Superman : L'Aube de la justice de Zack Snyder
- 2016 : Suicide Squad de David Ayer
- 2017 : Wonder Woman de Patty Jenkins
- 2017 : Justice League de Zack Snyder et Joss Whedon[1]
- 2018 : Aquaman de James Wan
- 2019 : Shazam! de David F. Sandberg
- 2019 : Joker de Todd Phillips
- 2020 : Birds of Prey de Cathy Yan
- 2020 : Wonder Woman 1984 de Patty Jenkins
- 2021 : Zack Snyder's Justice League de Zack Snyder
- 2021 : The Suicide Squad de James Gunn
- 2022 : The Batman de Matt Reeves
- 2022 : Black Adam de Jaume Collet-Serra
- 2023 : Blue Beetle de Angel Manuel Soto
- 2023 : The Flash d'Andrés Muschietti
- 2024 : Joker : Folie à deux

### Films d'animation
- 1993 : Batman contre le fantôme masqué (Batman: Mask of the Phantasm)
- 1998 : Batman et Mr Freeze : Subzero (Subzero)
- 2000 : Batman, la relève : Le Retour du Joker (Batman Beyond: Return of the Joker)
- 2003 : Batman : La Mystérieuse Batwoman (Batman : Mystery of the Batwoman)
- 2005 : Batman contre Dracula (The Batman vs. Dracula)
- 2006 : Teen Titans: Trouble in Tokyo
- 2007 : Superman : Le Crépuscule d'un dieu (Superman: Doomsday)
- 2008 : La Ligue des justiciers : Nouvelle Frontière (Justice League: The New Frontier)
- 2008 : Batman : Contes de Gotham (Batman: Gotham Knight)
- 2009 : Wonder Woman
- 2009 : Green Lantern : Le Complot (Green Lantern: First Flight)
- 2009 : Superman/Batman : Ennemis publics (Superman/Batman: Public Enemies)
- 2010 : La Ligue des justiciers : Conflit sur les deux Terres (Justice League: Crisis on Two Earths)
- 2010 : Batman et Red Hood : Sous le masque rouge (Batman: Under the Red Hood)
- 2010 : Superman/Batman : Apocalypse
- 2011 : All-Star Superman
- 2011 : Green Lantern : Les Chevaliers de l'Émeraude (Green Lantern: Emerald Knights)
- 2011 : Batman: Year One
- 2012 : La Ligue des justiciers : Échec (Justice League: Doom)
- 2012 : Superman contre l'Élite (Superman vs. The Elite)
- 2012 : Batman: The Dark Knight Returns, partie 1
- 2013 : Batman: The Dark Knight Returns, partie 2
- 2013 : Superman contre Brainiac (Superman: Unbound)
- 2013 : La Ligue des justiciers : Le Paradoxe Flashpoint (Justice League: The Flashpoint Paradox)
- 2014 : La Ligue des justiciers : Guerre (Justice League: War)
- 2014 : Le Fils de Batman (Son of Batman)
- 2014 : Batman : Assaut sur Arkham (Batman: Assault on Arkham)
- 2014 : Les Aventures de la Ligue des Justiciers : Piège temporel (JLA Adventures: Trapped in Time)
- 2015 : La Ligue des justiciers : Le Trône de l'Atlantide (Justice League: Throne of Atlantis)
- 2015 : Batman vs. Robin
- 2015 : La Ligue des justiciers : Dieux et Monstres (Justice League: Gods and Monsters)
- 2016 : Batman : Mauvais Sang (Batman: Bad Blood)
- 2016 : La Ligue des justiciers vs. les Teen Titans (Justice League vs. Teen Titans)
- 2016 : Batman: The Killing Joke
- 2016 : Batman : Le Retour des justiciers masqués (Batman: Return of the Caped Crusaders)
- 2017 : Justice League Dark
- 2017 : Teen Titans: The Judas Contract
- 2017 : Batman et Harley Quinn (Batman and Harley Quinn)
- 2017 : Batman vs. Double-Face (Batman vs. Two-Face)
- 2018 : Batman: Gotham by Gaslight
- 2018 : Suicide Squad : Le Prix de l'enfer (Suicide Squad: Hell to Pay)
- 2018 : Batman Ninja
- 2018 : Teen Titans Go! Le film (Teen Titans Go! To the Movies)
- 2018 : La Mort de Superman (The Death of Superman)
- 2019 : Le Règne des Supermen (Reign of the Supermen)
- 2019 : Justice League vs. the Fatal Five
- 2019 : Batman : Silence (Batman: Hush)
- 2019 : Wonder Woman: Bloodlines
- 2020 : Superman: Red Son
- 2020 : Justice League Dark: Apokolips War
- 2020 : Superman : L'Homme de demain
- 2021 : Batman: Soul of the Dragon
- 2021 : Justice Society: World War II
- 2021 : Batman: The Long Halloween
- 2021 : Injustice
- 2022 : Catwoman: Hunted
- 2022 : Green Lantern: Beware My Power

### Séries
- 1966-1968 : Batman
- 1975-1979 : Wonder Woman
- 1990 : Flash
- 1993-1997 : Loïs et Clark
- 2001-2011 : Smallville
- 2002 : Les Anges de la nuit (Birds of Prey)
- 2012-2020 : Arrow
- 2014 : Constantine
- 2014-2019 : Gotham
- 2014-2023 : Flash
- 2015-2021 : Supergirl
- 2015-2020 : iZombie
- 2016-2022 : DC's Legends of Tomorrow
- 2016-2021 : Lucifer
- 2016-2019 : Preacher
- 2018-2021 : Black Lightning
- 2018-2023 : Titans
- 2019-2023 : Doom Patrol
- 2019-2022 :  Batwoman
- 2019-2022 :  Pennyworth
- 2019 : Swamp Thing
- 2020-2022 :  Stargirl
- 2021-2024 : Superman et Loïs

### Séries animées
- 1968-1969 : Les Aventures de Batman
- 1973-1985 : Le Plein de super
- 1992-1995 : Batman, la série animée
- 1996-2000 : Superman, l'Ange de Metropolis
- 1999-2001 : Batman, la relève
- 2000-2004 : Static Choc
- 2001-2002 : Le Projet Zeta
- 2001-2006 : La Ligue des justiciers
- 2003-2006 : Teen Titans : Les Jeunes Titans
- 2004-2008 : Batman
- 2005-2006 : Krypto le superchien
- 2006-2008 : La Légende des super-héros
- 2008-2011 : Batman : L'Alliance des héros
- 2010-2012, puis 2019-en cours : Young Justice : la nouvelle ligue des justiciers
- 2013 : Teen Titans Go!

### Jeux de rôle
- 1986 - 1993 DC Heroes RPG de Mayfair Games
- 1999 - 2001 DC Universe RPG de West End Games

### Jeux vidéo
- 1990 Batman: The Video Game de Sunsoft
- 1991 Batman: Return of the Joker de Sunsoft
- 1992 Batman returns de Konami
- 1992 Superman: The Man of Steel de Sunsoft
- 1994 The Death and Return of Superman de Sunsoft/Blizzard
- 1994 The Adventures of Batman and Robin de Clockwork Tortoise
- 1995 Justice League Task Force de Sunsoft/Blizzard
- 1995 Batman Forever de Acclaim
- 1999 Catwoman de Kemco
- 1999 Superman 64 de Titus Interactive
- 2002 Batman Vengeance d'Ubisoft
- 2002 Superman: Shadow of Apokolips d'Infogrames
- 2002 Justice League de Midway
- 2003 Batman: Rise of Sin Tzu d'Ubisoft
- 2004 Catwoman d'Electronic Arts
- 2005 Batman Begins d'Electronic Arts
- 2006 Superman Returns d'Electronic Arts
- 2006 Héros de la ligue des justiciers de Snowblind Studios
- 2008 Mortal Kombat vs. DC Universe de Midway
- 2008 Lego Batman de Traveller's Tales
- 2009 Batman: Arkham Asylum d'Eidos Interactive
- 2009 DC Universe Online de Sony Online Entertainment
- 2010 Batman : L'Alliance des héros de WayForward
- 2011 Green Lantern : La Révolte des Manhunters de Double Helix Games
- 2011 Batman: Arkham City d'Eidos Interactive
- 2012 Lego Batman 2: DC Super Heroes de Traveller's Tales
- 2013 Injustice : Les Dieux sont parmi nous de NetherRealm Studios
- 2013 Batman Arkham Origins d'Eidos Interactive
- 2013 Batman Arkham Origins Blackgate d'Eidos Interactive
- 2014 Lego Batman 3 : Au-delà de Gotham de Traveller's Tales
- 2015 Batman Arkham Knight d'Eidos Interactive
- 2017 Injustice 2 de NetherRealm Studios
- 2017 Wonder Woman: Rise of the Warrior
- 2018 Lego DC Super-Villains de Traveller's Tales

### Jeu de figurines
- 2002 HeroClix de Wizkids

### Courts-métrages
- 2003 : Batman: Dead End de Sandy Corolla
- 2004 : World's Finest de Sandy Corolla
- 2004 : Grayson de John Fiorella
- 2006 : Catwoman : Copycat de Colin Blakestown